# Urdorf
Urdorf é uma comuna da Suíça, no Cantão Zurique, com cerca de 9.208 habitantes. Estende-se por uma área de 7,62 km², de densidade populacional de 1.208 hab/km². Confina com as seguintes comunas: Bergdietikon (AG), Birmensdorf, Dietikon, Rudolfstetten-Friedlisberg (AG), Schlieren, Uitikon, Zurique (Zürich).
A língua oficial nesta comuna é o Alemão.